# Кулан (Тюлькубаський район)
Кула́н (каз. Құлан) — село у складі Тюлькубаського району Туркестанської області Казахстану. Входить до складу Акбійцького сільського округу.
Населення — 1537 осіб (2021; 1488 у 2009, 1371 у 1999, 1311 у 1989).